# Лајош Дунаи
Лајош Дунаи (мађ. Dunai Lajos; Будимпешта, 9. април 1940 — Будимпешта, 19. септембар 2020) био је мађарски фудбалер, репрезентативац који је најдуже играо за МТК Био је олимпијски шампион 1968. године.

## Каријера

### Клуб
Каријеру је започео у фабрици цигла Чилагхеђ, коју је тренирао Шандор Биро. Године 1961. прешао је тим  Трећи округ ТВЕ. Године 1964. тим је промовисан у НБ I/Б, потписан од стране Мађарског спортског круга (МТК). До пензионисања је постигао 20 голова у 233 првенствене утакмице. Као играч тима МТК-а био је освајач Купа Мађарске Народне Републике

### Репрезентација
За сениорску репрезентацију Мађарске је у 1966. години одиграо две утакмице, једну против селекције Пољске и другу против селекције Југославије. Док је за олимпијску репрезентацију Мађарске 1968. године одиграо четири утакмице

## Остварења
- Олимпијске игре
  - златна медаља: 1968, Мексико Сити